# Liste des US Routes
Les routes numérotées des États-Unis font partie d'un réseau national d'autoroutes et de routes gérées par l'American Association of State Highway and Transportation Officials (AASHTO) ainsi que les différents départements de transport des états. Ces routes numérotées (US Routes) ont été établies le 11 novembre 1926 et se sont enrichies au fil des années dans tout le pays contigu.
Certaines de ces routes ne se trouvent que dans un seul état. Depuis que la politique de numérotation des routes de l'AASHTO a été écrite en 1991, l'AASHTO veut éliminer toutes les routes comptant moins de 300 miles (480 km) le plus rapidement possible. Les nouveaux ajouts au réseau doivent donc desservir plus d'un état.

## Liste des routes principales

### Routes actuelles
| Numéro | Longueur (mi) | Longueur (km) | Terminus sud / ouest                                                     | Terminus nord / est                                                               | Créée | Notes |
| ------ | ------------- | ------------- | ------------------------------------------------------------------------ | --------------------------------------------------------------------------------- | ----- | --- |
| US 1   | 2 369         | 3 813         | Intersection Fleming Street et Whitehead Street à Key West, FL           | Route 161 à la frontière canadienne à Fort Kent, ME                               | 1926  | Suit la côte est américaine |
| US 2   | 2 112         | 3 399         | I-5 / SR 529 à Everett, WA                                               | I-75 à Saint- Ignace, MI                                                          | 1926  | Segment ouest |
| US 2   | 460           | 740           | US 11 à Rouses Point, NY                                                 | I-95 à Houlton, ME                                                                | 1926  | Segment est |
| US 3   | 273           | 439           | Route 2A / Route 3 à Boston, MA                                          | Route 257 à la frontière canadienne à Pittsburg, NH                               | 1926  | |
| US 4   | 256           | 412           | US 9, US 20 au sud-est d'Albany, NY                                      | I-95, US 1 Byp. à Portsmouth, NH                                                  | 1926  | |
| US 5   | 300           | 480           | I-91 à New Haven, CT                                                     | Route 143 à la frontière canadienne à Derby Line, VT                              | 1926  | |
| US 6   | 3 199         | 5 148         | US 395 à Bishop, CA                                                      | Route 6A à Provincetown, MA                                                       | 1926  | Autoroute Grand Army of the Republic |
| US 7   | 309           | 497           | I-95 à Norwalk, CT                                                       | I-89 près de Swanton, VT                                                          | 1926  | |
| US 8   | 281           | 452           | I-35 à Forest Lake, MN                                                   | US 2 à Norway, MI                                                                 | 1926  | |
| US 9   | 521           | 838           | US 13 à Laurel, DE                                                       | I-87 à Champlain, NY                                                              | 1926  | La route inclut le traversier Cape May–Lewes dans la Baie de la Delaware                                                                              |
| US 10  | 711           | 1 144         | I-94 / I-94BL / US 52 à West Fargo, ND                                   | I-75 / I-75BL / US 23 / M-25 près de Bay City, MI                                 | 1926  | La route inclut le traversier SS Badger dans le Lac Michigan                                                                                          |
| US 11  | 1 645         | 2 647         | US 90 près de La Nouvelle-Orléans, LA                                    | Route 233 à la frontière canadienne à Rouses Point, NY                            | 1926  | |
| US 12  | 2 484         | 3 998         | US 101 à Aberdeen, WA                                                    | Cass Avenue à Détroit, MI                                                         | 1926  | |
| US 13  | 526           | 847           | I-95 / I-295 au nord-est de Fayetteville, NC                             | US 1 à Morrisville, PA                                                            | 1926  | |
| US 14  | 1 398         | 2 250         | US 16 / US 20 / Grand Loop Road dans le Parc national de Yellowstone, WY | US 41 à Chicago, IL                                                               | 1926  | |
| US 15  | 792           | 1 275         | US 17 Alt. à Walterboro, SC                                              | I-86 / I-99 / NY 17 à Painted Post, NY                                            | 1926  | |
| US 16  | 489           | 787           | US 14 / US 20 / Grand Loop Road dans le Parc national de Yellowstone, WY | I-90 / I-190 / US 14 / SD 79 à Rapid City, SD                                     | 1926  | |
| US 17  | 1 189         | 1 914         | US 41 à Punta Gorda, FL                                                  | US 11, US 50, US 522 à Winchester, VA                                             | 1926  | |
| US 18  | 1 033         | 1 662         | I-25, US 20, US 26, US 87 à Orin, WY                                     | East Michigan Street et Lincoln Memorial Drive à Milwaukee, WI                    | 1926  | |
| US 19  | 1 386         | 2 231         | US 41 à Palmetto, FL                                                     | US 20 à Érié, PA                                                                  | 1926  | |
| US 20  | 3 365         | 5 415         | US 101 à Newport, OR Parc national de Yellowstone, WY                    | Parc national de Yellowstone, MT Route 2 à Boston, MA                             | 1926  | Segments reliés par la route dans le Parc national de Yellowstone                                                                                     |
| US 21  | 393           | 632           | State Road S-7-406 à Hunting Island, SC                                  | I-81, US 52 à Wytheville, VA                                                      | 1926  | |
| US 22  | 651           | 1 048         | US 27, US 42, US 52, US 127 à Cincinnati, OH                             | US 1 / US 9 à Newark, NJ                                                          | 1926  | |
| US 23  | 1 444         | 2 324         | US 1, US 17 à Jacksonville, FL                                           | I-75 à Mackinaw City, MI                                                          | 1926  | |
| US 24  | 1 540         | 2 480         | I-70 / US 6 à Minturn, CO                                                | I-75 près de Clarkston, MI                                                        | 1926  | |
| US 25  | 750           | 1 210         | US 17 à Brunswick, GA                                                    | US 42, US 127 à la rivière Ohio à Covington, KY                                   | 1926  | |
| US 26  | 1 485         | 2 390         | US 101 au sud de Seaside, OR                                             | I-80 / NE 61 à Ogallala, NE                                                       | 1926  | |
| US 27  | 1 364         | 2 195         | US 1 à Miami, FL                                                         | I-69 à Fort Wayne, IN                                                             | 1926  | |
| US 29  | 1 036         | 1 667         | US 90 / US 98 à Pensacola, FL                                            | MD 99 à Ellicott City, MD                                                         | 1926  | |
| US 30  | 3 073         | 4 946         | US 101 à Astoria, OR                                                     | Absecon Boulevard et Virginia Avenue à Atlantic City, NJ                          | 1926  | La majorité de la Lincoln Highway, l'une des premières routes dans le pays, est devenu la US 30 entre Philadelphie, Pennsylvanie et Granger, Wyoming. |
| US 31  | 1 280         | 2 060         | US 90 / US 98 SR 16 à Spanish Fort, AL                                   | I-75 au sud de Mackinaw City, MI                                                  | 1926  | |
| US 33  | 703           | 1 131         | US 250 / SR 33 à Richmond, VA                                            | US 20 à Elkhart, IN                                                               | 1937  | |
| US 34  | 1 122         | 1 806         | US 40 à Granby, CO                                                       | IL 43 à Berwyn, IL                                                                | 1926  | |
| US 35  | 424           | 682           | I-64 à Teays Valley, WV                                                  | US 20 à Michigan City, IN                                                         | 1934  | |
| US 36  | 1 414         | 2 276         | US 34 à l'ouest de Estes Park, CO                                        | US 250 à Uhrichsville, OH                                                         | 1926  | |
| US 40  | 2 286         | 3 679         | I-80 / US 189 près de Park City, UT                                      | US 322 à Atlantic City, NJ                                                        | 1926  | Remplacée par l'I-80 entre San Francisco, CA et la US 189 au nord de Park City, UT                                                                    |
| US 41  | 2 006         | 3 228         | US 1 à Miami Beach, FL                                                   | Est de Copper Harbor, MI                                                          | 1926  | |
| US 42  | 355           | 571           | US 31E / US 60 à Louisville, KY                                          | US 6 / US 20 / US 322 / US 422 à Cleveland, OH                                    | 1926  | |
| US 43  | 410           | 660           | US 31 / US 45 / US 90 à Mobile, AL                                       | US 31 à Columbia, TN                                                              | 1934  | |
| US 44  | 238           | 383           | US 209 au nord-est d'Ellenville, NY                                      | SR 3A à Plymouth, MA                                                              | 1926  | |
| US 45  | 1 297         | 2 087         | US 31 / US 43 / US 90 à Mobile, AL                                       | River et Ontonagon Streets à Ontonagon, MI                                        | 1926  | |
| US 46  | 75            | 121           | I-80 / Route 94 à Columbia, NJ                                           | I-95 / US 1 / US 9 au fleuve Hudson à Fort Lee, NJ                                | 1935  | New Jersey seulement |
| US 48  | 148           | 238           | I-79 / US 33 / US 119 à l'est de Weston, WV                              | I-81 au nord de Strasburg, VA                                                     | 2002  | Route temporaire pour le Corridor H |
| US 49  | 516           | 830           | US 90 à Gulfport, MS                                                     | US 62 à Piggott, AR                                                               | 1926  | |
| US 50  | 3 017         | 4 855         | I-80 à West Sacramento, CA                                               | MD 378 à Ocean City, MD                                                           | 1926  | |
| US 51  | 1 286         | 2 070         | US 61 à LaPlace, LA                                                      | US 2 à Hurley, WI                                                                 | 1926  | |
| US 52  | 2 072         | 3 335         | Rte 39 à la frontière canadienne à Portal, ND                            | Line et Meeting Streets à Charleston, SC                                          | 1926  | |
| US 53  | 403           | 649           | US 14 / US 61 à La Crosse, WI                                            | Rte 11 à la frontière canadienne à International Falls, MN                        | 1926  | |
| US 54  | 1 197         | 1 926         | Loop 375 à El Paso, TX                                                   | I-72 / US 36 / IL 107 près de Griggsville, IL                                     | 1926  | |
| US 56  | 640           | 1 030         | I-25 Bus. / US 412 / NM 21 à Springer, NM                                | US 71 à Kansas City, MO                                                           | 1957  | Suit la Santa Fe Trail et la Cimarron Cutoff |
| US 57  | 103           | 166           | Frontière mexicaine à Eagle Pass, TX                                     | I-35 au sud-ouest de Moore, TX                                                    | 1970  | Texas seulement |
| US 58  | 509           | 819           | US 25E à Cumberland Gap, TN                                              | US 60 à Virginia Beach, VA                                                        | 1931  | |
| US 59  | 1 911         | 3 075         | Frontière mexicaine à Laredo, TX                                         | Route 59 à la frontière canadienne près de Lancaster, MN                          | 1935  | |
| US 60  | 2 670         | 4 300         | I-10 à l'ouest de Brenda, AZ                                             | General Booth Boulevard à Virginia Beach, VA                                      | 1926  | |
| US 61  | 1 400         | 2 300         | US 90 à La Nouvelle-Orléans, LA                                          | I-35 à Wyoming, MN                                                                | 1926  | |
| US 62  | 2 248         | 3 618         | US 85 à El Paso, TX                                                      | Frontière canadienne à Niagara Falls, NY                                          | 1930  | |
| US 63  | 1 286         | 2 070         | I-20 / US 167 à Ruston, LA                                               | US 2 au sud-ouest d'Ashland, WI                                                   | 1926  | |
| US 64  | 2 326         | 3 743         | US 160 à Teec Nos Pos, AZ                                                | US 158 au sud de Nags Head, NC                                                    | 1926  | |
| US 65  | 969           | 1 559         | US 425 à Clayton, LA                                                     | I-35 à Albert Lea, MN                                                             | 1926  | |
| US 67  | 1 560         | 2 510         | Frontière mexicaine à Presidio, TX                                       | US 52 à Sabula, IA                                                                | 1926  | |
| US 68  | 560           | 900           | US 62 à Reidland, KY                                                     | I-75 à Findlay, OH                                                                | 1926  | |
| US 69  | 1 136         | 1 828         | US 96 / US 287 / SH 87 à Port Arthur, TX                                 | MN 13 à Albert Lea, MN                                                            | 1926  | |
| US 70  | 2 385         | 3 838         | US 60 à Globe, AZ                                                        | Seashore Drive / Little Port Brook à Atlantic, NC                                 | 1926  | |
| US 71  | 1 532         | 2 466         | US 190 près de Krotz Springs, LA                                         | Rte 11 à la frontière canadienne à International Falls, MN                        | 1926  | |
| US 72  | 432           | 695           | US 64 / US 70 / US 79 à Memphis, TN                                      | US 11 / US 41 / US 64 / US 76 à Chattanooga, TN                                   | 1926  | |
| US 73  | 112           | 180           | I-70 / US 24 / US 40 / K-7 à Bonner Springs, KS                          | US 75 au nord de Dawson, NE                                                       | 1926  | |
| US 74  | 524           | 843           | I-24 / I-75 in Chattanooga, TN                                           | Lumina Avenue à Wrightsville Beach, NC                                            | 1926  | |
| US 75  | 1 239         | 1 994         | I-30 / I-45 / US 67 à Dallas, TX                                         | Près de la frontière canadienne à Noyes, MN                                       | 1926  | |
| US 76  | 547           | 880           | US 11 / US 41 / US 64 / US 72 à Chattanooga, TN                          | Lumina Avenue à Wrightsville Beach, NC                                            | 1926  | |
| US 77  | 1 305         | 2 100         | Frontière mexicaine à Brownsville, TX                                    | I-29 / SR 12 à Sioux City, IA                                                     | 1926  | |
| US 78  | 715           | 1 151         | US 64 / US 70 / US 79 à Memphis, TN                                      | US 17 à Charleston, SC                                                            | 1926  | |
| US 79  | 873           | 1 405         | I-35 à Round Rock, TX                                                    | US 68 à Russellville, KY                                                          | 1935  | |
| US 80  | 1 032         | 1 661         | I-30 à Dallas, TX                                                        | 19th Street à Tybee Island, GA                                                    | 1926  | |
| US 81  | 1 234         | 1 986         | I-35W / US 287 près de Fort Worth, TX                                    | Rte 75 à la frontière canadienne à Pembina, ND                                    | 1926  | |
| US 82  | 1 680         | 2 700         | US 54 / US 70 à Alamogordo, NM                                           | I-95 / US 17 près de Brunswick, GA                                                | 1932  | |
| US 83  | 1 894         | 3 048         | Frontière mexicaine à Brownsville, TX                                    | Rte 83 à la frontière canadienne près de Westhope, ND                             | 1926  | |
| US 84  | 1 919         | 3 088         | US 160 à Pagosa Springs, CO                                              | I-95 / SR 405 près de Midway, GA                                                  | 1926  | |
| US 85  | 1 479         | 2 380         | US 62 à El Paso, TX                                                      | Rte 35 à la frontière canadienne près de Fortuna, ND                              | 1926  | |
| US 87  | 1 998         | 3 215         | SH 238 à Port Lavaca, TX                                                 | US 2 près de Havre, MT                                                            | 1926  | |
| US 89  | 1 247         | 2 007         | US 180 à Flagstaff, AZ Parc national de Yellowstone, MT                  | Parc national de Yellowstone, WY Rte 2 à la frontière canadienne près de Babb, MT | 1926  | Segments reliés dans le Parc national de Yellowstone                                                                                                  |
| US 90  | 1 633         | 2 628         | I-10 à Van Horn, TX                                                      | SR A1A à Jacksonville Beach, FL                                                   | 1926  | Suit la côte du Golfe du Mexique |
| US 91  | 163           | 262           | I-15 / I-84 à Brigham City, UT                                           | US 26 près de Idaho Falls, ID                                                     | 1926  | |
| US 92  | 177           | 285           | I-175 / I-375 / SR 687 à St. Petersburg, FL                              | SR A1A à Daytona Beach, FL                                                        | 1926  | Floride seulement |
| US 93  | 1 346         | 2 166         | US 60 à Wickenburg, AZ                                                   | Rte 93 à la frontière canadienne à Eureka, MT                                     | 1926  | |
| US 95  | 1 574         | 2 533         | Frontière mexicaine à San Luis, AZ                                       | Rte 95 à la frontière canadienne à Eastport, ID                                   | 1926  | |
| US 96  | 170           | 270           | US 69 / US 287 / SH 87 à Port Arthur, TX                                 | US 59 / US 84 à Tenaha, TX                                                        | 1939  | Texas seulement |
| US 97  | 663           | 1 067         | I-5 à Weed, CA                                                           | Rte 97 à la frontière canadienne près d'Osoyoos, BC                               | 1926  | |
| US 98  | 939           | 1 511         | US 61 / US 84 / US 425 à Natchez, MS                                     | US 1 à West Palm Beach, FL                                                        | 1933  | |
| US 101 | 1 519         | 2 445         | I-5 à Los Angeles, CA                                                    | I-5 à Olympia, WA                                                                 | 1926  | Suit la côte ouest des États-Unis |
| US 163 | 64            | 103           | US 160 à Kayenta, AZ                                                     | US 191 à Bluff, UT                                                                | 1971  | |
| US 400 | 477           | 768           | US 50 / US 385 à Granada, CO                                             | I-44 / US 166 près de Joplin, MO                                                  | 1994  | |
| US 412 | 1 131         | 1 820         | I-25 Bus. / US 56 / NM 21 à Springer, NM                                 | I-65 à Columbia, TN                                                               | 1982  | |
| US 425 | 219           | 352           | US 61 / US 98 à Natchez, MS                                              | I-530 / US 65 à Pine Bluff, AR                                                    | 1989  | |
|        |               |               |                                                                          |                                                                                   |       | |

### Routes déclassées
| Numéro  | Longueur (mi) | Longueur (km) | Terminus sud / ouest               | Terminus nord / est                           | Créée | Retirée | Notes                                                                  |
| ------- | ------------- | ------------- | ---------------------------------- | --------------------------------------------- | ----- | ------- | ---------------------------------------------------------------------- |
| US 17-1 | 243           | 391           | Wilmington, NC                     | Petersburg, VA                                | 1926  | 1932    | Remplacée par la US 117 et la US 301                                   |
| US 28   | 387           | 623           | US 99 à Eugene, OR                 | US 20 à Ontario, OR                           | 1926  | 1952    | Oregon seulement; remplacée par la US 26 et US 126 (maintenant OR 126) |
| US 32   | 511           | 822           | Council Bluffs, IA                 | Chicago, IL                                   | 1926  | 1934    | Remplacée par la US 6                                                  |
| US 37   | 204           | 328           | Chattanooga, TN                    | Sellersburg, IN                               | 1935  | 1944    | Remplacée par la US 31E                                                |
| US 38   | 598           | 962           | US 34 à Greeley, CO                | 20th et Farnam / Harney Streets à Omaha, NE   | 1926  | 1931    | Remplacée par la US 6                                                  |
| US 48   | 67            | 108           | San Jose, CA                       | French Camp, CA                               | 1926  | 1931    | Californie seulement; remplacée par la US 50                           |
| US 48   | 133           | 214           | Morgantown, WV                     | Hancock, MD                                   | 1975  | 1989    | Remplacée par l'I-68                                                   |
| US 55   | 370           | 600           | US 61 à Davenport, IA              | US 12 à Minneapolis, MN                       | 1926  | 1934    | Remplacée par la US 67 / US 52 / US 65                                 |
| US 66   | 2 451         | 3 945         | US 101 Alt. à Santa Monica, CA     | US 41 à Chicago, IL                           | 1926  | 1985    | Remplacée par l'I-10, I-15, I-40, I-44 et I-55                         |
| US 94   | 110           | 180           | Naples, FL                         | Miami, FL                                     | 1926  | 1949    | Floride seulement; remplacée par la US 41                              |
| US 96   | 403           | 649           | Laredo, TX                         | Houston, TX                                   | 1926  | 1939    | Texas seulement; remplacée par la US 59                                |
| US 99   | 1 600         | 2 600         | Frontière mexicaine à Calexico, CA | Rte 99 à la frontière canadienne à Blaine, WA | 1926  | 1972    | Remplacée par l'I-5 et la SR 99                                        |
|         |               |               |                                    |                                               |       |         |                                                                        |

## Liste des routes auxiliaires

### Routes actuelles
| Numéro | Longueur (mi) | Longueur (km) | Terminus sud / ouest                                                       | Terminus nord / est                                                                 | Créée | Notes                                                |
| ------ | ------------- | ------------- | -------------------------------------------------------------------------- | ----------------------------------------------------------------------------------- | ----- | ---------------------------------------------------- |
| US 113 | 73            | 117           | US 13 à Pocomoke City, MD                                                  | DE 1 à Milford, DE                                                                  | 1926  |                                                      |
| US 117 | 114           | 183           | Port de Wilmington à Wilmington, NC                                        | I-95 / US 264 près de Wilson, NC                                                    | 1932  | Caroline du Nord seulement                           |
| US 119 | 585           | 941           | US 25E à Pineville, KY                                                     | US 219 au sud de DuBois, PA                                                         | 1926  |                                                      |
| US 123 | 75            | 121           | US 23 / US 441 / SR 365 près de Toccoa, GA                                 | I-385 à Greenville, SC                                                              | 1937  |                                                      |
| US 127 | 758           | 1 220         | US 11 / US 64 / US 72 à Chattanooga, TN                                    | I-75 près de Grayling, MI                                                           | 1926  |                                                      |
| US 129 | 582           | 937           | US 19 / US 27 Alt. / US 98 à Chiefland, FL                                 | I-40 à Knoxville, TN                                                                | 1926  |                                                      |
| US 130 | 83            | 134           | I-295 / US 40 près de Penns Grove, NJ                                      | US 1 près de New Brunswick, NJ                                                      | 1926  | New Jersey seulement                                 |
| US 131 | 271           | 436           | I-80 / I-90 près de Middlebury, IN                                         | US 31 à Petoskey, MI                                                                | 1926  |                                                      |
| US 136 | 744           | 1 197         | US 6 / US 34 près d'Edison, NE                                             | I-465 / I-74 près d'Indianapolis, IN                                                | 1951  |                                                      |
| US 138 | 72            | 116           | US 6 à Sterling, CO                                                        | US 30 près de Big Springs, NE                                                       | 1926  |                                                      |
| US 141 | 176           | 283           | I-43 à Green Bay, WI                                                       | US 41 à Covington, MI                                                               | 1926  |                                                      |
| US 150 | 571           | 919           | US 6 près de Moline, IL                                                    | US 25 à Mount Vernon, KY                                                            | 1926  |                                                      |
| US 151 | 337           | 542           | I-80 près de Williamsburg, IA                                              | US 10 à Manitowoc, WI                                                               | 1926  |                                                      |
| US 158 | 347           | 558           | US 64 / US 601 à Mocksville, NC                                            | US 64 près de Nags Head, NC                                                         | 1932  | Caroline du Nord seulement                           |
| US 159 | 85            | 137           | US 59 à Nortonville, KS                                                    | US 59 près de Mound City, MO                                                        | 1935  |                                                      |
| US 160 | 1 464         | 2 356         | US 89 près de Tuba City, AZ                                                | US 67 / Route 158 près de Harviell, MO                                              | 1930  |                                                      |
| US 165 | 412           | 663           | US 90 à Iowa, LA                                                           | US 70 près de Little Rock, AR                                                       | 1926  |                                                      |
| US 166 | 166           | 267           | US 81 à South Haven, KS                                                    | I-44 / US 400 près de Joplin, MO                                                    | 1926  |                                                      |
| US 167 | 499           | 803           | Port Street à Abbeville, LA                                                | US 62 / US 412 à Ash Flat, AR                                                       | 1926  |                                                      |
| US 169 | 975           | 1 569         | US 64 à Tulsa, OK                                                          | US 53 à Virginia, MN                                                                | 1930  |                                                      |
| US 171 | 179           | 288           | US 90 à Lake Charles, LA                                                   | US 79 / US 80 à Shreveport, LA                                                      | 1926  | Louisiane seulement                                  |
| US 175 | 114           | 183           | US 69 à Jacksonville, TX                                                   | SH 310 à Dallas, TX                                                                 | 1931  | Texas seulement                                      |
| US 176 | 229           | 369           | US 25 Bus. à Hendersonville, NC                                            | US 52 à Goose Creek, SC                                                             | 1926  |                                                      |
| US 177 | 233           | 375           | US 70 à Madill, OK                                                         | US 81 à South Haven, KS                                                             | 1927  |                                                      |
| US 178 | 237           | 381           | US 78 près de Summerville, SC                                              | US 64 à Rosman, NC                                                                  | 1932  |                                                      |
| US 180 | 1 127         | 1 814         | SR 64 à Valle, AZ                                                          | I-20 à Hudson Oaks, TX                                                              | 1943  |                                                      |
| US 181 | 149           | 240           | I-37 à Corpus Christi, TX                                                  | I-35 / US 281 à San Antonio, TX                                                     | 1926  | Texas seulement                                      |
| US 183 | 1 035         | 1 666         | US 77 à Refugio, TX                                                        | I-90 près de Presho, SD                                                             | 1930  |                                                      |
| US 189 | 322           | 518           | I-15 à Provo, UT                                                           | US 26 / US 89 / US 187, US 191 à Jackson, WY                                        | 1938  |                                                      |
| US 190 | 875           | 1 408         | I-10 près d'Iraan, TX                                                      | US 90 près de Slidell, LA                                                           | 1926  |                                                      |
| US 191 | 1 657         | 2 667         | Frontière mexicaine à Douglas, AZ Parc national de Yellowstone, MT         | Parc national de Yellowstone, WY Rte 4 à la frontière canadienne près de Loring, MT | 1926  | Segments reliés dans le Parc national de Yellowstone |
| US 192 | 75            | 121           | US 27 près de Four Corners, FL                                             | SR A1A à Indialantic, FL                                                            | 1926  | Floride seulement                                    |
| US 195 | 95            | 153           | US 95 près de Lewiston, ID                                                 | I-90 / US 2 / US 395 à Spokane, WA                                                  | 1926  |                                                      |
| US 197 | 64            | 103           | US 97 près de Shaniko, OR                                                  | SR 14 près de Dallesport, WA                                                        | 1952  |                                                      |
| US 199 | 80            | 130           | US 101 à Crescent City, CA                                                 | I-5 à Grants Pass, OR                                                               | 1926  |                                                      |
| US 201 | 157           | 253           | US 1 à Brunswick, ME                                                       | Rte 173 à la frontière canadienne près de Saint-Théophile, QC                       | 1926  | Maine seulement                                      |
| US 202 | 627           | 1 009         | US 13 / US 40 près de New Castle, DE                                       | US 1 Alt. / I-395 à Bangor, ME                                                      | 1934  |                                                      |
| US 206 | 131           | 211           | US 30 à Hammonton, NJ                                                      | US 6 / US 209 à Milford, PA                                                         | 1934  |                                                      |
| US 209 | 217           | 349           | PA 147 à Millersburg, PA                                                   | US 9W à Kingston, NY                                                                | 1926  |                                                      |
| US 211 | 61            | 98            | I-81 à New Market, VA                                                      | US 15 Bus. / US 29 Bus. à Warrenton, VA                                             | 1926  | Virginie seulement                                   |
| US 212 | 952           | 1 532         | Grand Loop Road à Tower Junction, WY                                       | MN 62 à Eden Prairie, MN                                                            | 1926  |                                                      |
| US 218 | 319           | 513           | US 136 à Keokuk, IA                                                        | I-35 / US 14 à Owatonna, MN                                                         | 1926  |                                                      |
| US 219 | 535           | 861           | US 460 à Rich Creek, VA                                                    | I-90 près de Buffalo, NY                                                            | 1926  |                                                      |
| US 220 | 681           | 1 096         | US 1 à Rockingham, NC                                                      | I-86 / NY 17 à South Waverly, PA                                                    | 1926  |                                                      |
| US 221 | 734           | 1 181         | US 19 / US 27 Alt. / US 98 à Perry, FL                                     | US 29 Bus. / US 460 Bus. / US 501 Bus. à Lynchburg, VA                              | 1930  |                                                      |
| US 222 | 109           | 175           | US 1 à Conowingo, MD                                                       | I-78 près d'Allentown, PA                                                           | 1926  |                                                      |
| US 223 | 59            | 95            | US 23 / SR 51 / SR 184 à Sylvania, OH                                      | US 127 près de Somerset, MI                                                         | 1930  |                                                      |
| US 224 | 287           | 462           | US 24 à Huntington, IN                                                     | US 422 Bus. / PA 18 à New Castle, PA                                                | 1933  |                                                      |
| US 231 | 912           | 1 468         | US 98 Bus. à Panama City, FL                                               | US 41 près de Crown Point, IN                                                       | 1926  |                                                      |
| US 250 | 514           | 827           | US 6 à Sandusky, OH                                                        | I-95 / US 33 / US 60/ US 360 à Richmond, VA                                         | 1926  |                                                      |
| US 258 | 217           | 349           | US 17 à Jacksonville, NC                                                   | Mellen Street, Ingalls Road et McNair Drive à Hampton, VA                           | 1932  |                                                      |
| US 259 | 250           | 400           | US 59 à Nacogdoches, TX                                                    | US 59 / US 270 près de Page, OK                                                     | 1963  |                                                      |
| US 264 | 219           | 352           | I-440 / US 64 à Raleigh, NC                                                | US 64 près de Nags Head, NC                                                         | 1932  | Caroline du Nord seulement                           |
| US 266 | 43            | 69            | US 62 / US 75 à Henryetta, OK                                              | US 64 à Warner, OK                                                                  | 1926  | Oklahoma seulement                                   |
| US 270 | 643           | 1 035         | US 54 / US 83 à Liberal, KS                                                | I-530 / US 65 près de Pine Bluff, AR                                                | 1930  |                                                      |
| US 271 | 299           | 481           | SH 31 / SH 155 à Tyler, TX                                                 | US 71 Bus. à Fort Smith, AR                                                         | 1926  |                                                      |
| US 275 | 266           | 428           | US 136 près de Rock Port, MO                                               | US 20 / US 281 à O'Neill, NE                                                        | 1931  |                                                      |
| US 276 | 108           | 174           | I-40 près de Waynesville, NC                                               | I-385 à Mauldin, SC                                                                 | 1932  |                                                      |
| US 277 | 633           | 1 019         | US 83 à Carrizo Springs, TX                                                | I-44 / US 62 à Newcastle, OK                                                        | 1928  |                                                      |
| US 278 | 1 077         | 1 733         | US 59 / US 71 à Wickes, AR                                                 | US 278 Bus. à Hilton Head Island, SC                                                | 1952  |                                                      |
| US 280 | 392           | 631           | I-20 / I-59 / US 31 à Birmingham, AL                                       | US 80 près de Savannah, GA                                                          | 1954  |                                                      |
| US 281 | 1 872         | 3 013         | US 77 Bus. / SH 48 à Brownsville, TX                                       | Rte 10 à la frontière canadienne près de Dunseith, ND                               | 1931  |                                                      |
| US 283 | 730           | 1 170         | US 87 près de Brady, TX                                                    | US 30 à Lexington, NE                                                               | 1931  |                                                      |
| US 285 | 835           | 1 344         | US 90 à Sanderson, TX                                                      | I-25 / US 87 à Denver, CO                                                           | 1934  |                                                      |
| US 287 | 1 791         | 2 882         | US 69 / US 96 / SH 87 à Port Arthur, TX Parc national de Yellowstone, MT   | Parc national de Yellowstone, WY US 89 à Choteau, MT                                | 1934  | Segments reliés dans le Parc national de Yellowstone |
| US 290 | 276           | 444           | I-10 près de Harper, TX                                                    | I-610 près de Houston, TX                                                           | 1926  | Texas seulement                                      |
| US 301 | 1 111         | 1 788         | US 41 à Sarasota, FL                                                       | DE 1 à Biddles Corner, DE                                                           | 1932  |                                                      |
| US 302 | 171           | 275           | US 2 à Montpelier, VT                                                      | I-295 / US 1 à Portland, ME                                                         | 1935  |                                                      |
| US 310 | 108           | 174           | US 14 / US 16 / US 20 à Greybull, WY                                       | I-90 / US 212 à Laurel, MT                                                          | 1926  |                                                      |
| US 311 | 62            | 100           | US 52 à Winston-Salem, NC                                                  | US 58 Bus. près de Danville, VA                                                     | 1926  |                                                      |
| US 319 | 318           | 512           | US 98 près de Lanark Village, FL                                           | US 1 à Wadley, GA                                                                   | 1933  |                                                      |
| US 321 | 526           | 847           | US 17 à Hardeeville, SC                                                    | I-40 près de Lenoir City, TN                                                        | 1930  |                                                      |
| US 322 | 494           | 795           | US 6 / US 20 / US 42 / US 422 à Cleveland, OH                              | US 40 à Atlantic City, NJ                                                           | 1926  |                                                      |
| US 331 | 151           | 243           | US 98 près de Santa Rosa Beach, FL                                         | US 80 / US 82 à Montgomery, AL                                                      | 1953  |                                                      |
| US 340 | 156           | 251           | US 11 près de Greenville, VA                                               | US 15 / US 40 à Frederick, MD                                                       | 1926  |                                                      |
| US 341 | 226           | 364           | US 17 à Brunswick, GA                                                      | US 41 à Barnesville, GA                                                             | 1926  | Géorgie seulement                                    |
| US 350 | 80            | 130           | I-25 / US 85 / US 87 / US 160 à Trinidad, CO                               | US 50 à La Junta, CO                                                                | 1926  | Colorado seulement                                   |
| US 360 | 223           | 359           | US 58 Bus. à Danville, VA                                                  | Main Street / Reed Av. à Reedville, VA                                              | 1933  | Virginie seulement                                   |
| US 371 | 246           | 396           | I-49 près de Coushatta, LA                                                 | US 59 / US 70 / US 71 à De Queen, AR                                                | 1994  |                                                      |
| US 377 | 478           | 769           | US 90 / US 277 à Del Rio, TX                                               | US 70 à Madill, OK                                                                  | 1930  |                                                      |
| US 378 | 234           | 377           | US 78 à Washington, GA                                                     | US 701 à Conway, SC                                                                 | 1952  |                                                      |
| US 380 | 673           | 1 083         | I-25 / US 85 à San Antonio, NM                                             | I-30 / US 67 / US 69 à Greenville, TX                                               | 1932  |                                                      |
| US 385 | 1 206         | 1 941         | Parc national de Big Bend, TX                                              | US 85 / US 14 Alt. à Deadwood, SD                                                   | 1958  |                                                      |
| US 395 | 1 305         | 2 100         | I-15 à Hesperia, CA                                                        | Frontière canadienne près de Laurier, WA                                            | 1926  |                                                      |
| US 401 | 257           | 414           | US 76 / US 521 à Sumter, SC                                                | I-85 / US 1 près de Wise, NC                                                        | 1957  |                                                      |
| US 411 | 314           | 505           | US 78 à Leeds, AL                                                          | US 25W / US 70 à Newport, TN                                                        | 1934  |                                                      |
| US 421 | 941           | 1 514         | Rampe de mise à l'eau de Federal Point à Federal Point, NC                 | US 20 à Michigan City, IN                                                           | 1930  |                                                      |
| US 422 | 273           | 439           | US 6 / US 20 / US 42 / US 322 à Cleveland, OH US 322 / PA 39 à Hershey, PA | US 219 à Ebensburg, PA US 202 à King of Prussia, PA                                 | 1926  |                                                      |
| US 431 | 556           | 895           | US 231 à Dothan, AL                                                        | US 60 à Owensboro, KY                                                               | 1954  |                                                      |
| US 441 | 936           | 1 506         | US 27 à Miami, FL                                                          | US 25W à Lake City, TN                                                              | 1926  |                                                      |
| US 460 | 655           | 1 054         | US 60 / US 421 à Frankfort, KY                                             | US 60 à Norfolk, VA                                                                 | 1933  |                                                      |
| US 491 | 198           | 319           | I-40 à Gallup, NM                                                          | US 191 à Monticello, UT                                                             | 2003  | Renumérotation de la US 666                          |
| US 501 | 355           | 571           | US 17 Bus. à Myrtle Beach, SC                                              | US 60 à Buena Vista, VA                                                             | 1926  |                                                      |
| US 521 | 177           | 285           | US 17 à Georgetown, SC                                                     | I-485 à Charlotte, NC                                                               | 1932  |                                                      |
| US 522 | 308           | 496           | US 60 près de Powhatan, VA                                                 | US 11 / US 15 à Selinsgrove, PA                                                     | 1926  |                                                      |
| US 550 | 302           | 486           | I-25 / US 85 à Bernalillo, NM                                              | US 50 à Montrose, CO                                                                | 1926  |                                                      |
| US 601 | 319           | 513           | US 321 près de Furman, SC                                                  | US 52 à Mount Airy, NC                                                              | 1926  |                                                      |
| US 641 | 165           | 266           | US 64 à Clifton Junction, TN                                               | US 60 à Marion, KY                                                                  | 1955  |                                                      |
| US 701 | 172           | 277           | US 17 à Georgetown, SC                                                     | I-95 / US 301 près de Smithfield, NC                                                | 1932  |                                                      |
| US 730 | 42            | 68            | I-84 / US 30 près de Boardman, OR                                          | US 12 près de Wallula, WA                                                           | 1926  |                                                      |
|        |               |               |                                                                            |                                                                                     |       |                                                      |

### Routes déclassées
| Numéro | Longueur (mi) | Longueur (km) | Terminus sud / ouest | Terminus nord / est          | Créée | Retirée | Notes |
| ------ | ------------- | ------------- | -------------------- | ---------------------------- | ----- | ------- | --- |
| US 102 | 36            | 58            | Crystal Falls, MI    | Covington, MI                | 1926  | 1928    | Michigan seulement; première US Route à être déclassée; remplacée par la US 141                          |
| US 104 | 167           | 269           | Niagara Falls, NY    | Mexico, NY                   | 1934  | 1971    | New York seulement; redésignée NY 104                                                                    |
| US 106 | 95            | 153           | Wyalusing, PA        | Narrowsburg, NY              | 1926  | 1973    | Redésignée PA 106                                                                                        |
| US 109 | 214           | 344           | New York, NY         | Glens Falls, NY              | 1926  | —       | New York seulement; remplacée par la US 9                                                                |
| US 110 | 40            | 64            | Oshkosh, WI          | Fremont, WI                  | 1926  | 1938    | Wisconsin seulement; redésignée WIS 110                                                                  |
| US 111 | 254           | 409           | Baltimore, MD        | Lemoyne, PA                  | 1926  | 1963    | Remplacée par l'I-83 et la MD 45                                                                         |
| US 112 | 207           | 333           | New Buffalo, MI      | Détroit, MI                  | 1926  | 1961    | Remplacée par la US 12                                                                                   |
| US 116 | 158           | 254           | Cody, WY             | Ucross, WY                   | 1926  | 1934    | Remplacée par la US 14 et US 14A                                                                         |
| US 117 | 159           | 256           | Norlina, NC          | Virginia Beach, VA           | 1926  | 1932    | Remplacée par la US 58 et US 158                                                                         |
| US 118 | 35            | 56            | Dickeyville, WI      | Dodgeville, WI               | 1926  | 1937    | Wisconsin seulement; remplacée par la US 151                                                             |
| US 120 | 447           | 719           | Érié, PA             | Philadelphie, PA             | 1926  | 1967    | Pennsylvanie seulement; redésignée PA 120                                                                |
| US 121 | 107           | 172           | Lexington, NC        | Max Meadows, VA              | 1926  | 1934    | Remplacée par la US 52                                                                                   |
| US 122 | 165           | 266           | Haverstraw, NY       | Wilmington, DE               | 1926  | 1934    | Remplacée par la US 202                                                                                  |
| US 122 | 128           | 206           | Oxford, PA           | Northumberland, PA           | 1935  | 1963    | Pennsylvanie seulement; redésignée PA 61                                                                 |
| US 123 | 96            | 154           | Jenkins, KY          | Middlesboro, KY              | 1930  | 1934    | Kentucky seulement; remplacée par la US 119                                                              |
| US 124 | 80            | 130           | Biggsville, IL       | Peoria, IL                   | 1926  | 1938    | Redésignée IL 116                                                                                        |
| US 126 | 131           | 211           | Eugene, OR           | Prineville, OR               | 1952  | 1972    | Oregon seulement; redésignée OR 126                                                                      |
| US 140 | 54            | 87            | Gettysburg, PA       | Baltimore, MD                | 1926  | 1980    | Remplacée par la MD 140, MD 97 et PA 97                                                                  |
| US 143 | 226           | 364           | Jackson, TN          | Glasgow, KY                  | 1935  | 1944    | Remplacée par la US 31E                                                                                  |
| US 152 | 176           | 283           | Indianapolis, IN     | Whiting, IN                  | 1934  | 1938    | Remplacée par la US 231                                                                                  |
| US 154 | 36            | 58            | Dodge City, KS       | Mullinville, KS              | 1926  | 1982    | Kansas seulement; redésignée K-154 (maintenant US 400)                                                   |
| US 156 | 101           | 163           | Garden City, KS      | Ellsworth, KS                | 1957  | 1982    | Kansas seulement; redésignée K-156                                                                       |
| US 161 | 185           | 298           | Keokuk, IA           | Key West, IA                 | 1926  | 1934    | Iowa seulement; remplacée par la US 151 et US 218                                                        |
| US 163 | 60            | 97            | Des Moines, IA       | Oskaloosa, IA                | 1934  | 1937    | Iowa seulement; redésignée Iowa 163                                                                      |
| US 164 | 252           | 406           | Enid, OK             | Amarillo, TX                 | 1928  | 1930    | Remplacée par la US 60                                                                                   |
| US 164 | 274           | 441           | Cortez, CO           | Flagstaff, AZ                | 1966  | 1970    | Remplacée par la US 160                                                                                  |
| US 168 | 137           | 220           | Louisville, KY       | Mount Vernon, KY             | 1926  | 1934    | Remplacée par la US 150                                                                                  |
| US 170 | 215           | 346           | Charlotte, NC        | Lynchburg, VA                | 1926  | 1931    | Remplacée par la US 29                                                                                   |
| US 180 | 336           | 541           | Caballo, NM          | Queen Valley, AZ             | 1926  | 1935    | Remplacée par la US 70                                                                                   |
| US 185 | 124           | 200           | Casper, WY           | Cheyenne, WY                 | 1926  | 1934    | Wyoming seulement; remplacée par la US 87                                                                |
| US 187 | 207           | 333           | Rock Springs, WY     | Jackson, WY                  | 1926  | 1982    | Wyoming seulement; remplacée par la US 191                                                               |
| US 189 | 30            | 48            | Nephi, UT            | Pigeon Hollow Junction, UT   | 1928  | 1938    | Redésignée SR 132                                                                                        |
| US 210 | 127           | 204           | Motley, MN           | Carlton, MN                  | 1926  | 1972    | Minnesota seulement; redésigné MN 210                                                                    |
| US 213 | 156           | 251           | Elkton, MD           | Ocean City, MD               | 1926  | 1973    | Maryland seulement; redésigné MD 213                                                                     |
| US 216 | 130           | 210           | Rapid City, SD       | Moorcroft, WY                | 1930  | 1934    | Remplacée par la US 16; l'ancienne US 16 est remplacée par la US 14                                      |
| US 217 | 165           | 266           | Wilson, NC           | Pee Dee, SC                  | 1926  | 1932    | Remplacée par la US 301                                                                                  |
| US 227 | 120           | 190           | Carrollton, KY       | Richmond, KY                 | 1928  | 1972    | Kentucky seulement                                                                                       |
| US 230 | 40            | 64            | Harrisburg, PA       | Lancaster, PA                | 1926  | 1966    | Pennsylvanie seulement; redésignée PA 230                                                                |
| US 240 | 118           | 190           | Lemoyne, PA          | Arlington, VA                | 1926  | 1971    | |
| US 241 | 81            | 130           | Hopkinsville, KY     | Nashville, TN                | 1926  | 1930    | Remplacée par la US 41                                                                                   |
| US 241 | 378           | 608           | Murfreesboro, TN     | Dothan, AL                   | 1930  | 1954    | Remplacée par la US 431                                                                                  |
| US 250 | 391           | 629           | Fredericksburg, VA   | Lee Hill, VA                 | 1926  | —       | Virginie seulement; remplacée par la US 50S                                                              |
| US 260 | 298           | 480           | Deming, NM           | Holbrook, AZ                 | 1931  | 1962    | Remplacée par la US 180                                                                                  |
| US 270 | 65            | 105           | Sparta, TN           | Murfreesboro, TN             | 1926  | 1929    | Tennessee seulement; remplacée par la US 70S                                                             |
| US 285 | 133           | 214           | Laramie, WY          | Denver, CO                   | 1926  | 1934    | Remplacée par la US 287                                                                                  |
| US 295 | 45            | 72            | Pomeroy, WA          | Colfax, WA                   | 1926  | 1968    | Washington seulement; redésignée SR 127                                                                  |
| US 299 | 295           | 475           | Alturas, CA          | Arcata, CA                   | 1934  | 1964    | Californie seulement; redésignée SR 299                                                                  |
| US 301 | 120           | 190           | Lee Hill, VA         | Fredericksburg, VA           | 1926  | —       | Virginie seulement; remplacée par la US 17                                                               |
| US 309 | 214           | 344           | Philadelphie, PA     | South Waverly, PA            | 1926  | 1967    | Pennsylvanie seulement; redésignée PA 309                                                                |
| US 312 | 234           | 377           | Broadus, MT          | Parc national de Yellowstone | 1960  | 1981    | Redésignée MT 59                                                                                         |
| US 320 | 26            | 42            | Shoshoni, WY         | Riverton, WY                 | 1926  | 1939    | Wyoming seulement; remplacée par la US 26                                                                |
| US 330 | 161           | 259           | Lynwood, IL          | Galt, IL                     | 1926  | 1942    | Illinois seulement; redésignée IL 38                                                                     |
| US 331 | 45            | 72            | Flomaton, AL         | Pensacola, FL                | 1926  | 1936    | Remplacée par la US 29                                                                                   |
| US 366 | 437           | 703           | Amarillo, TX         | El Paso, TX                  | 1926  | 1931    | Texas seulement; remplacée par la US 54, US 70, US 60 et US 84                                           |
| US 366 | 73            | 117           | Willard, NM          | Albuquerque, NM              | 1931  | 1939    | Nouveau-Mexique seulement; remplacée par la US 66 (maintenant I-40), NM 41 et NM 333                     |
| US 370 | 289           | 465           | Bowie, TX            | Amarillo, TX                 | 1926  | 1939    | Texas seulement; remplacée par la US 287                                                                 |
| US 371 | 131           | 211           | Little Falls, MN     | Bemidji, MN                  | 1931  | 1971    | Minnesota seulement; redésignée MN 371                                                                   |
| US 383 | 175           | 282           | Oakley, KS           | Elm Creek, NE                | 1941  | 1982    | Partiellement redésignée K-383                                                                           |
| US 385 | 773           | 1 244         | Raton, NM            | Boerne, TX                   | 1926  | 1935    | Remplacée par la US 87                                                                                   |
| US 399 | 137           | 220           | Bakersfield, CA      | Ventura, CA                  | 1934  | 1964    | Californie seulement; remplacée par la SR 33, SR 99 et SR 119                                            |
| US 401 | 53            | 85            | South Boston, VA     | South Hill, VA               | 1926  | 1931    | Virginie seulement; remplacée par la US 58                                                               |
| US 401 | 272           | 438           | Walterboro, SC       | Raleigh, NC                  | 1932  | 1934    | Remplacée par la US 15                                                                                   |
| US 410 | 469           | 755           | Aberdeen, WA         | Lewiston, ID                 | 1926  | 1967    | Largement remplacée par la US 12                                                                         |
| US 411 | 110           | 180           | Bristol, VA          | Cumberland Gap, TN           | 1926  | 1932    | Remplacée par la US 58                                                                                   |
| US 411 | 109           | 175           | Madison, NC          | Rockingham, NC               | 1932  | 1934    | Caroline du Nord seulement; remplacée par la US 220                                                      |
| US 420 | 41            | 66            | Deaver, WY           | Cody, WY                     | 1926  | 1933    | Wyoming seulement; remplacée par la US 116 (maintenant US 14)                                            |
| US 430 | 37            | 60            | Crystal Lake, IL     | Aurora, IL                   | 1926  | 1934    | Illinois seulement; redésignée IL 31                                                                     |
| US 450 | 465           | 748           | Walsenburg, CO       | Crescent Junction, UT        | 1926  | 1939    | Remplacée par la US 160                                                                                  |
| US 466 | 53            | 85            | Los Lunas, NM        | Socorro, NM                  | 1926  | —       | Remplacée par la US 85                                                                                   |
| US 466 | 526           | 847           | Kingman, AZ          | Morro Bay, CA                | 1935  | 1971    | |
| US 470 | 73            | 117           | Willard, NM          | Albuquerque, NM              | 1926  | 1931    | Nouveau-Mexique seulement; remplacée par la US 366, puis par la US 66 (maintenant I-40), NM 41 et NM 333 |
| US 485 | 164           | 264           | Raton, NM            | Santa Fe, NM                 | 1926  | 1931    | Nouveau-Mexique seulement; remplacée par la US 64                                                        |
| US 511 | 284           | 457           | Bristol, TN          | Strawberry Plains, TN        | 1926  | 1929    | Tennessee seulement; remplacée par la US 11E                                                             |
| US 530 | 25            | 40            | Echo, UT             | Kimball Junction, UT         | 1926  | 1938    | Utah seulement; remplacée par la US 189                                                                  |
| US 541 | 51            | 82            | Chapman, FL          | Bradenton, FL                | 1931  | 1951    | Floride seulement; remplacée par la US 41 et US 41 Bus.                                                  |
| US 566 | 118           | 190           | Hondo, NM            | San Antonio, NM              | 1926  | 1931    | Nouveau-Mexique seulement; remplacée par la US 380                                                       |
| US 611 | 131           | 211           | Philadelphie, PA     | Scranton, PA                 | 1926  | 1972    | Pennsylvanie seulement; redésignée PA 611                                                                |
| US 622 | 66            | 106           | Mount Union, PA      | Hancock, MD                  | 1926  | —       | Possiblement non-numérotée; remplacée par la US 522                                                      |
| US 630 | 37            | 60            | Echo, UT             | Ogden, UT                    | 1926  | —       | Remplacée par l'I-84                                                                                     |
| US 630 | 2             | 3,2           | Weiser, ID           | Weiser Junction, OR          | 1926  | 1933    | Remplacée par la US 95 Spur                                                                              |
| US 650 | 27            | 43            | Buena Vista, CO      | Salida, CO                   | 1926  | 1936    | Colorado seulement; remplacée par la US 285                                                              |
| US 666 | 605           | 974           | Monticello, UT       | Douglas, AZ                  | 1926  | 2003    | Remplacée par la US 491                                                                                  |
| US 711 | 103           | 166           | South Waverly, PA    | Northumberland, PA           | 1926  | —       | Possiblement non-numérotée; remplacée par la US 220                                                      |
| US 830 | 209           | 336           | Ilwaco, WA           | Maryhill, WA                 | 1926  | 1968    | Washington seulement; remplacée par la SR 14, I-5, SR 432 et SR 4                                        |
|        |               |               |                      |                              |       |         | |